# Protambulyx sulphurea
Protambulyx sulphurea là một loài bướm đêm thuộc họ Sphingidae. Loài này có ở miền bắc và tây nam Venezuela và Bolivia.
Sải cánh khoảng 110 mm. Con trưởng thành giống với loài Protambulyx ockendeni nhưng cánh hẹp hơn và nhạt hơn.
Cá thể trưởng thành có lẽ mọc cánh quanh năm.

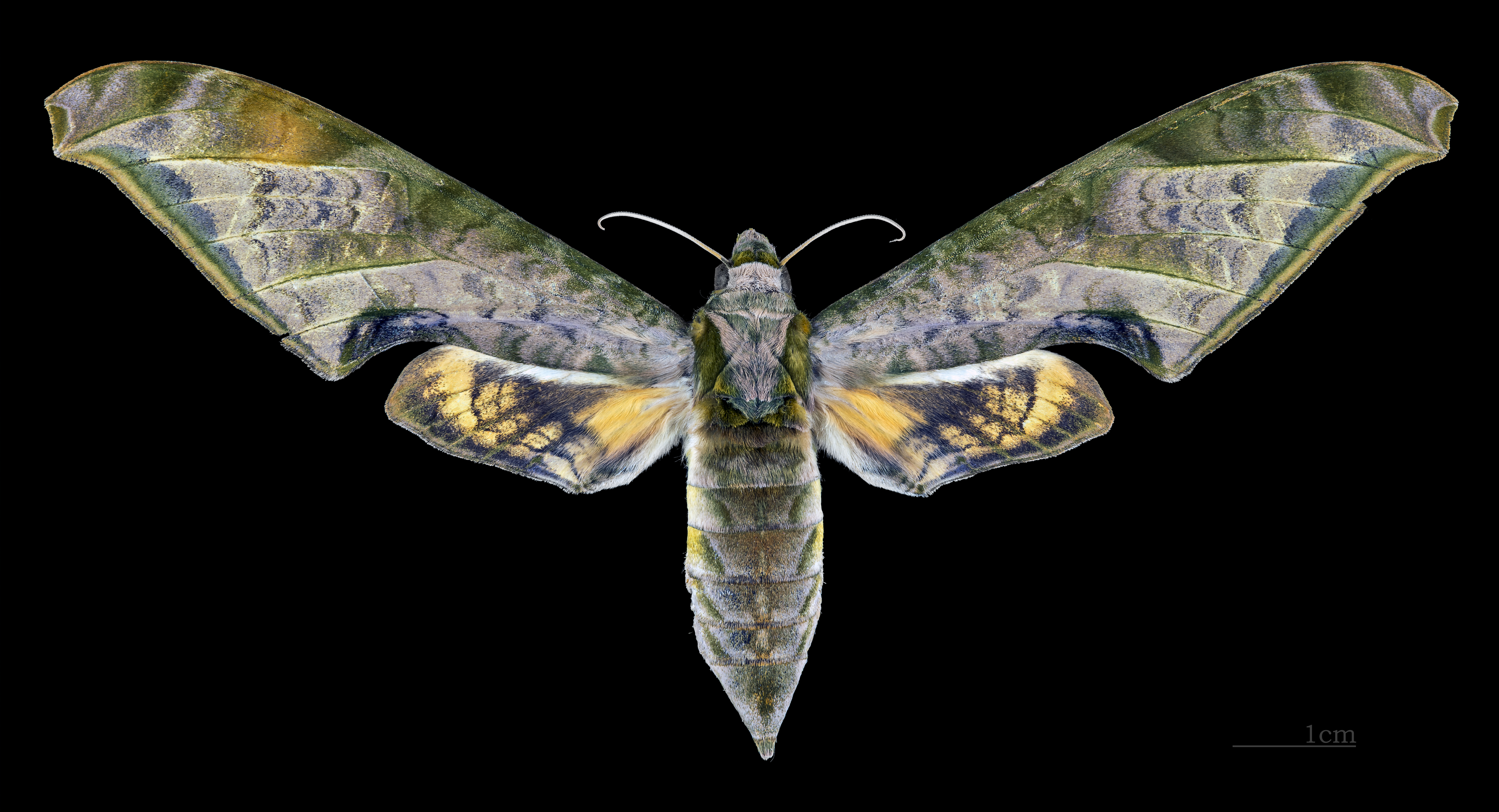
♀
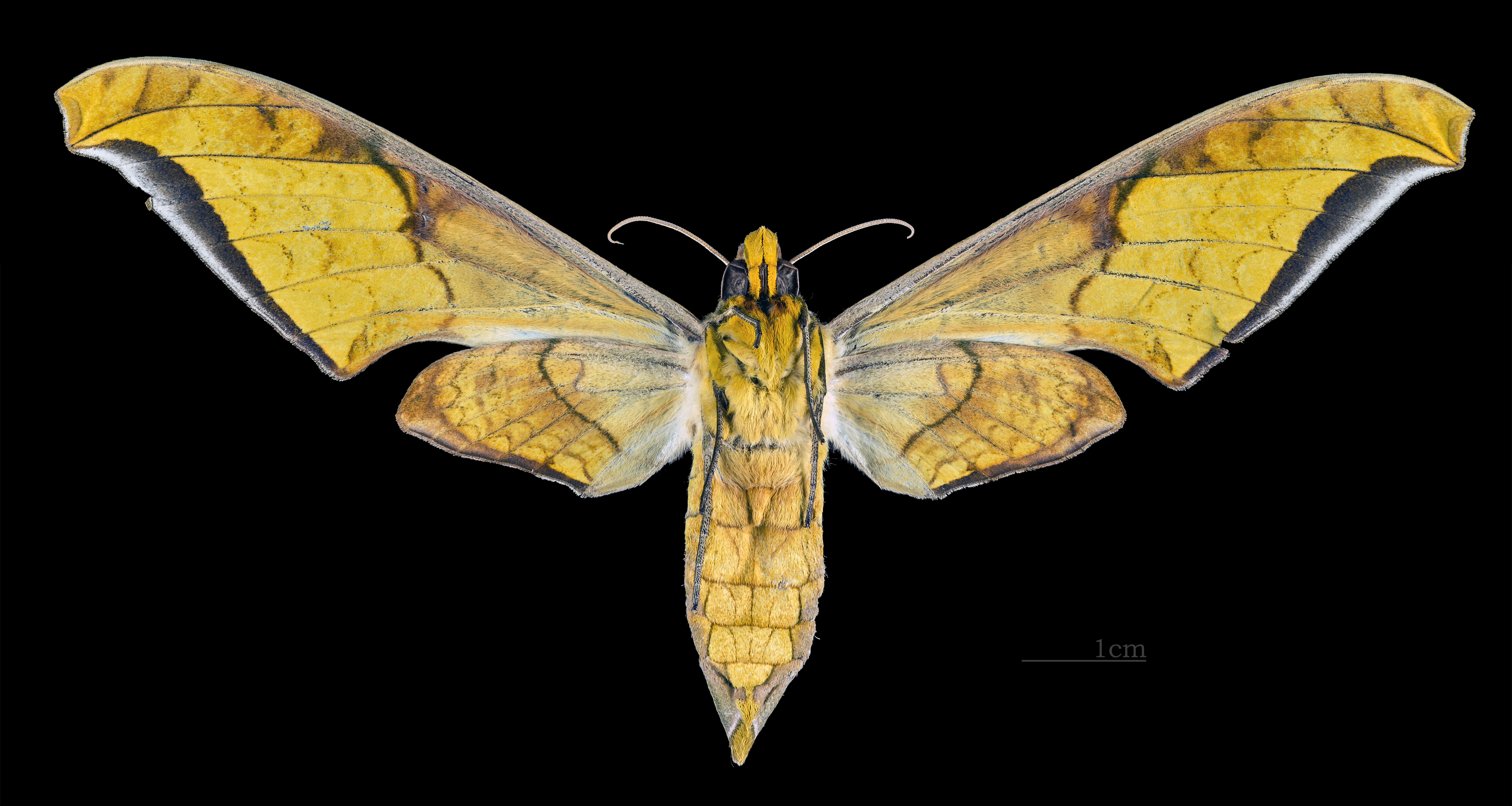
♀ △